# قصر دوجي
قصر دوجي (بالإيطالية: Palazzo Ducale di Venezia)‏ هو قصر قوطي في مدينة البندقية في إيطاليا. كان القصر مقر إقامة دوجي (دوق) البندقية.

## صور

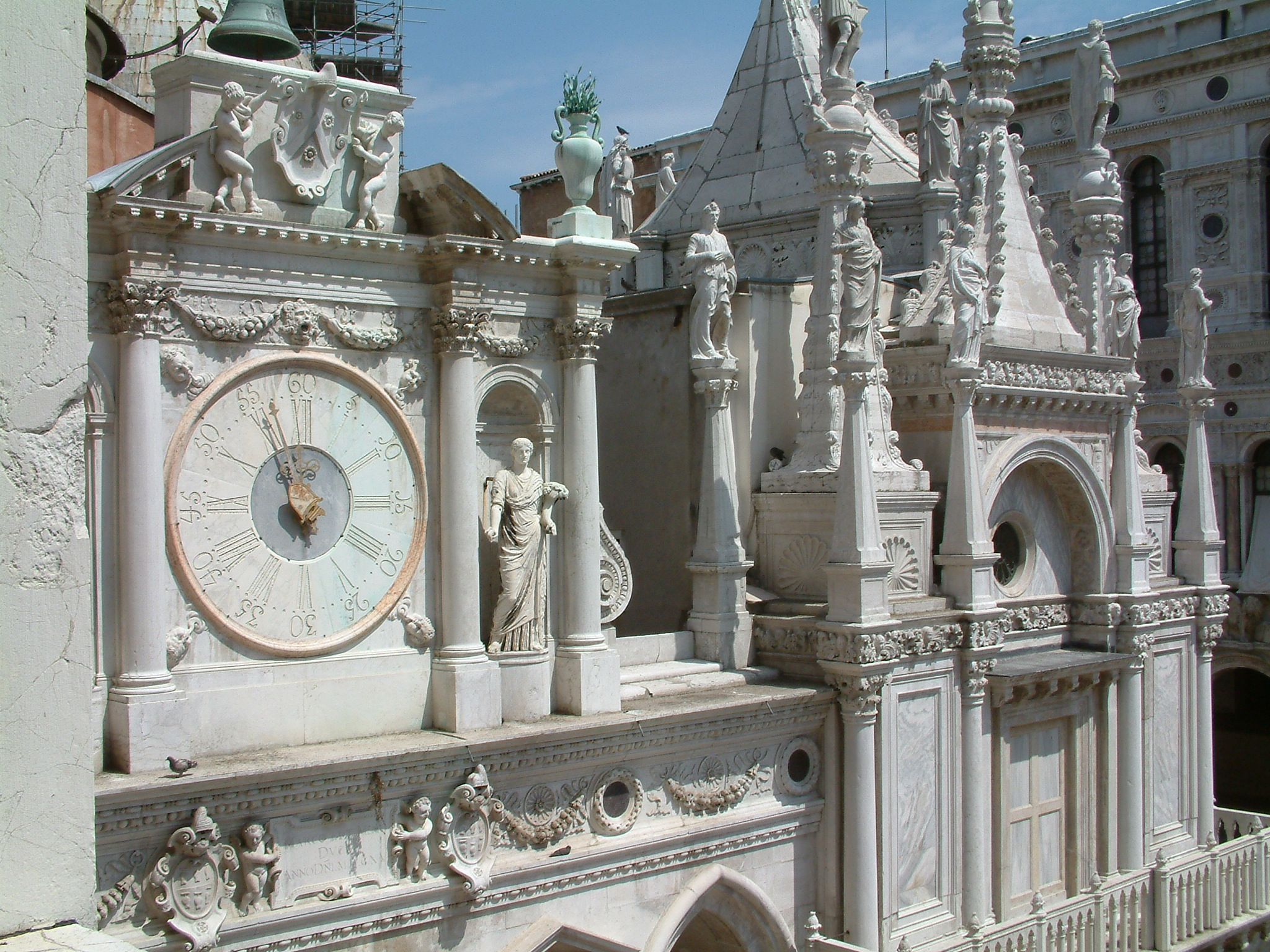
واجهة من الرخام من الداخل
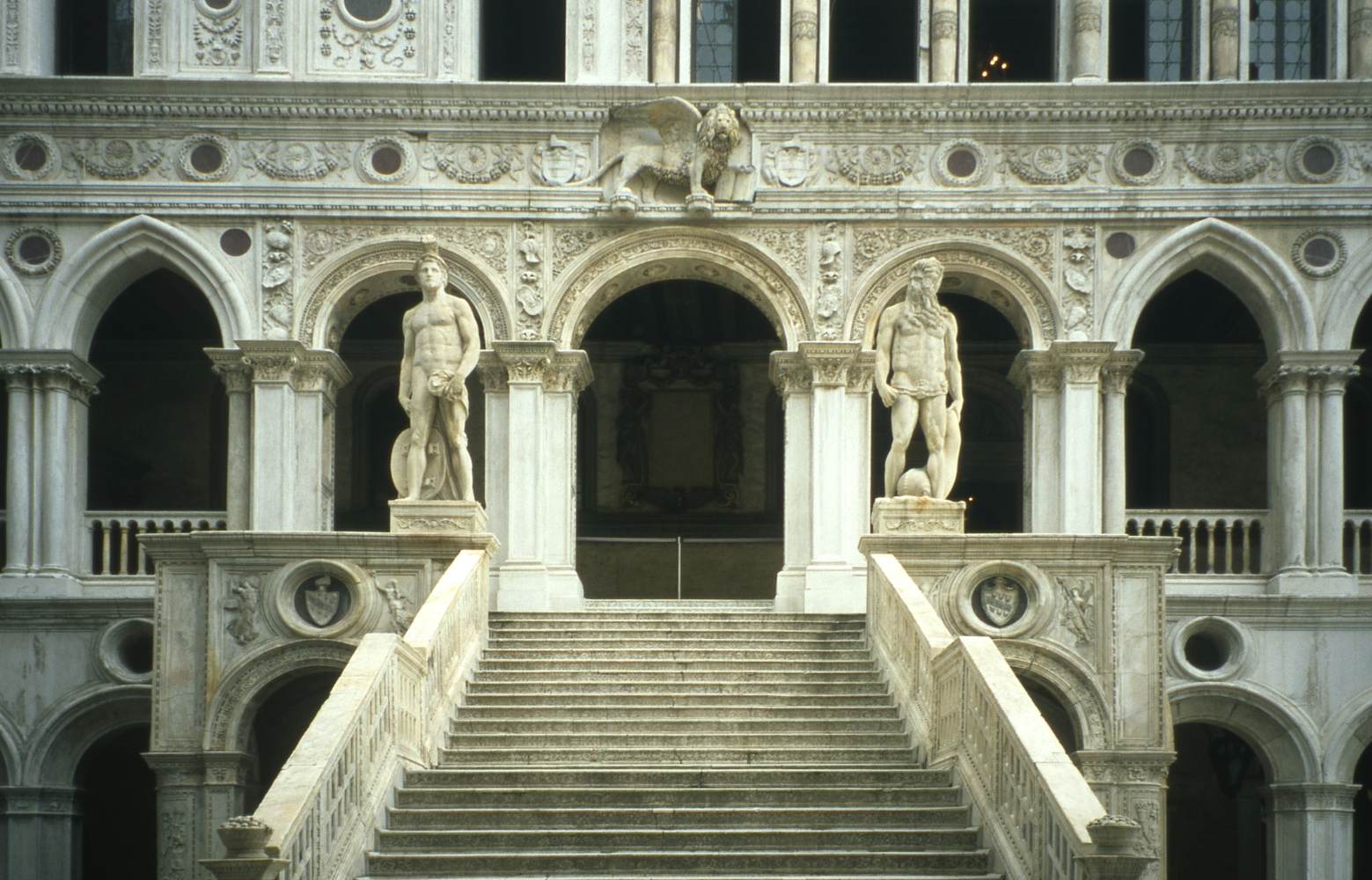
مدخل القصر
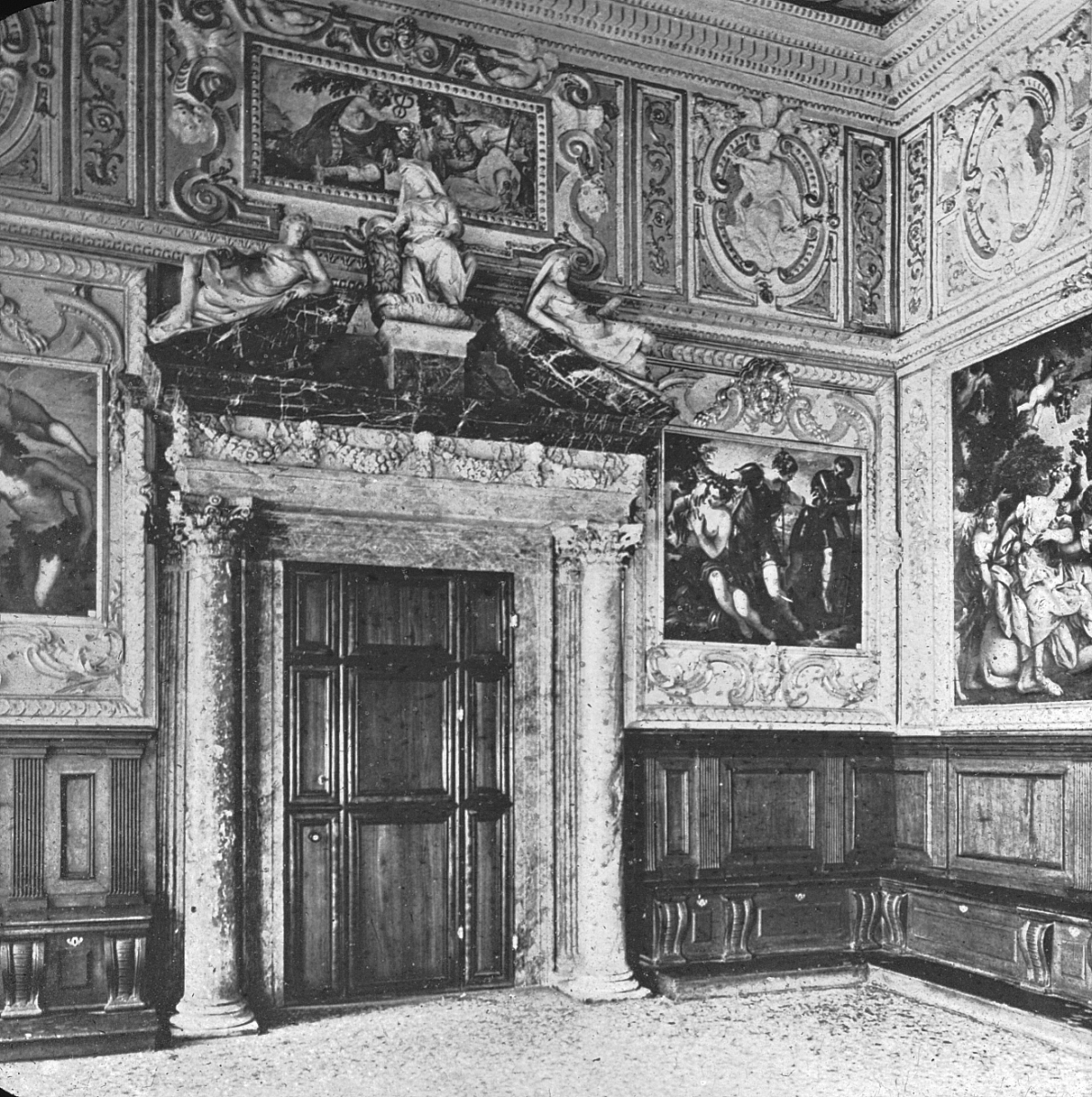
ضمن القصر، مأخوذة حوالي 1900